# Annamanum ochreopictum
Annamanum ochreopictum är en skalbaggsart som beskrevs av Stefan von Breuning 1969. Annamanum ochreopictum ingår i släktet Annamanum och familjen långhorningar. Inga underarter finns listade i Catalogue of Life.